# Повстанческое движение на Старобельщине в 1917—1921 годах

В 1920—1921 гг повстанцы Старобельщины боролись под чёрным махновским флагом

Повстанческое движение на Старобельщине в 1917—1921 годах — массовое вооруженное движение украинского крестьянства и крестьянско-анархистских формирований против большевистской власти в Старобельском уезде Харьковской губернии (теперь на севере Луганской области) в 1917—1921 годах. В то же время некоторые отряды были подчинены вооруженным силам УНР. С некоторыми перерывами повстанческое движение просуществовало до 1931 года.

## История
В 1918 году на востоке Харьковской губернии действовали отряды Запорожского корпуса армии Украинской Народной Республики. Так, в Новопсковском районе гайдамаки Запорожского корпуса защищали границы Украинского государства от большевиков и деникинцев. В окрестности села Можняковка находилась конная сотня сотника Ляховича конного полка им. кошевого К. Гордиенко. По другим сведениям, здесь служили сечевые стрельцы Евгения Коновальца.
В последующие годы все больше крестьян, недовольных большевистской политикой на селе, склоняется к повстанческо-партизанскому движению. В 1920—1921 годах повстанческой борьбой было охвачено все левобережье Донца. В 1920 году начальник луганской милиции И. Кравченко так характеризовал ситуацию в крае:
«Луганский уезд по своей территории и политическими взглядами населения можно разделить на две половины, резко отличающиеся друг от друга: Северная и Южная. Южная половина, в которой преобладает рабочее население, сочувственно относится к советской власти и поддерживает все её начинания. Бандитизм, как уголовный, так и политический здесь отсутствует. Северная половина уезда, в котором исключительно крестьянское население, имеет взгляды явно противоположные, и поэтому здесь возник бандитизм. Особенно контрреволюционно настроены районы Петропавловский и Славяносербский. Крестьяне Петропавловки не только сочувствуют бандитам, но даже активно поддерживают их, выступая в боях вместе с бандитами против милиции и Красной Армии».
В другом донесении говорилось:
«Ради того, чтобы уничтожить отряд повстанцев численностью не более 150 человек, нужны вчетверо большие силы. Избежать столкновений с красными частями бандитам очень легко, потому что они пользуются поддержкой местного населения и добровольными агентами-разведчиками, они всегда информированы о местоположении и передвижения частей Красной Армии» Атаман Каменюка.

## Повстанческие отряды
В начале 1920-х годов на территориях Харьковской и Донецкой губерний, ныне в составе Луганской области, действовали отряды петлюровцев атамана Волоха, повстанцев атаманов Безуглова, Блохи, Колесника, Ковалева, Маруся, Петренко, Терезова, Шаровалова, Шерстюка. Осенью 1920 года на Старобельщину прибыл Нестор Махно, стремившийся объединить повстанческое движение в крае.
Среди многочисленных повстанцев наибольшую угрозу для большевиков вызвал отряд Ивана Каменюки. Весной 1921 года численность его отряда составляла 600 сабель и 200 штыков. Но уже вскоре у Каменюки было около двух тысяч бойцов. На его вооружении были также тачанки и пушки. С такими силами атаман осуществляет рейд по территории Лугнащины к реке Миус. 5 марта он возвращается на север и захватывает Старобельск, когда там проходил съезд комбедов. Все делегаты и советский актив, вместе с секретарем райкома и руководителем местного ЧК Вишневским были уничтожены.

## Ликвидация повстанческого движения
На борьбу с повстанцами большевики бросили сотрудников милиции, чекистов, чоновцев и красноармейцев. На помощь из России прибыл батальон Красной Армии под командованием А. Ротермеля, кавалерийская истребительная группа и рота 3-го Заволжского полка. Операцией руководил уполномоченный Брянского ЧК, впоследствии начальник уездного ЧК Дмитрий Медведев (в 1940-х годах командир разведывательно-диверсионной группы НКВД в Западной Украине).
На рубеже 1921—1922 годов повстанческое движение было разгромлено. Однако в 1929—1930 годах политика коллективизации снова спровоцировала социальный взрыв. На Старобельщине крестьяне подняли восстание под лозунгами: «Долой советскую власть», «Да здравствует Народная воля».